# 피에르 라발

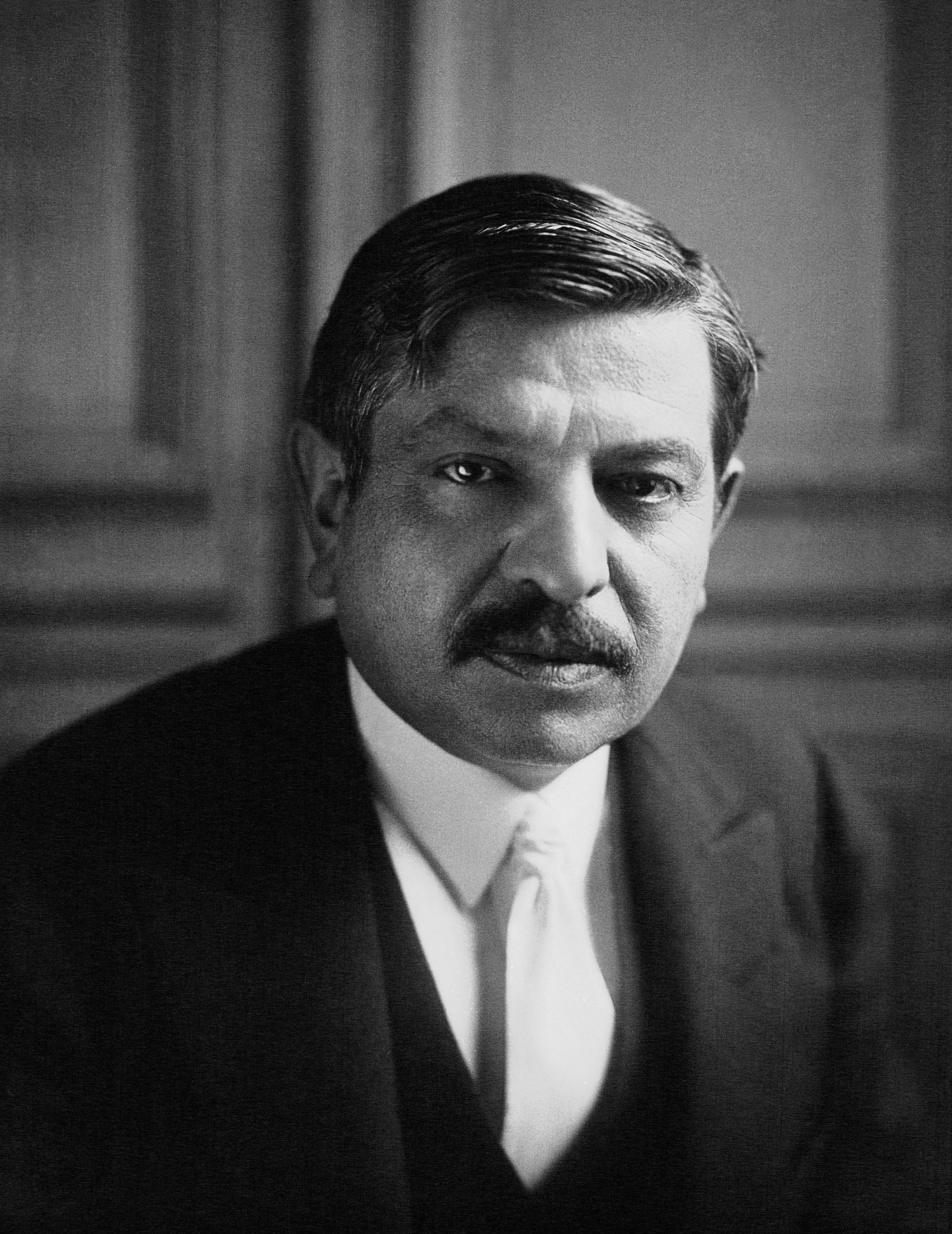
피에르 라발

피에르 라발(프랑스어: Pierre Laval, 1883년 6월 28일 ~ 1945년 10월 15일)은 프랑스의 정치인이다. 4번에 걸쳐 프랑스의 총리를 지냈다. 제2차 세계 대전으로 인해 프랑스가 독일에 점령당했을 때에는 비시 정권의 내각 수반을 2차례 지냈다. 프랑스의 해방 이후 반역죄로 체포되었으며, 총살당했다.

## 정부

### 총리 (1931년 1월 27일 ~ 1932년 1월 14일)
- 아리스티드 브리앙
- 앙드레 마지노
- 앙드레 타르디외
- 폴 레노

#### 변경
- 전쟁: 앙드레 타르디외

### 총리 (1932년 1월 14일 ~ 1932년 2월 20일)
- 앙드레 타르디외
- 폴 레노

### 총리 (1935년 6월 7일 ~ 1936년 1월 24일)
- 에두아르 에리오

### 총리 (1942년 4월 18일 ~ 1944년 8월 20일)
- 쥘 브레비에